# وی۳۷۳ ذات‌الکرسی

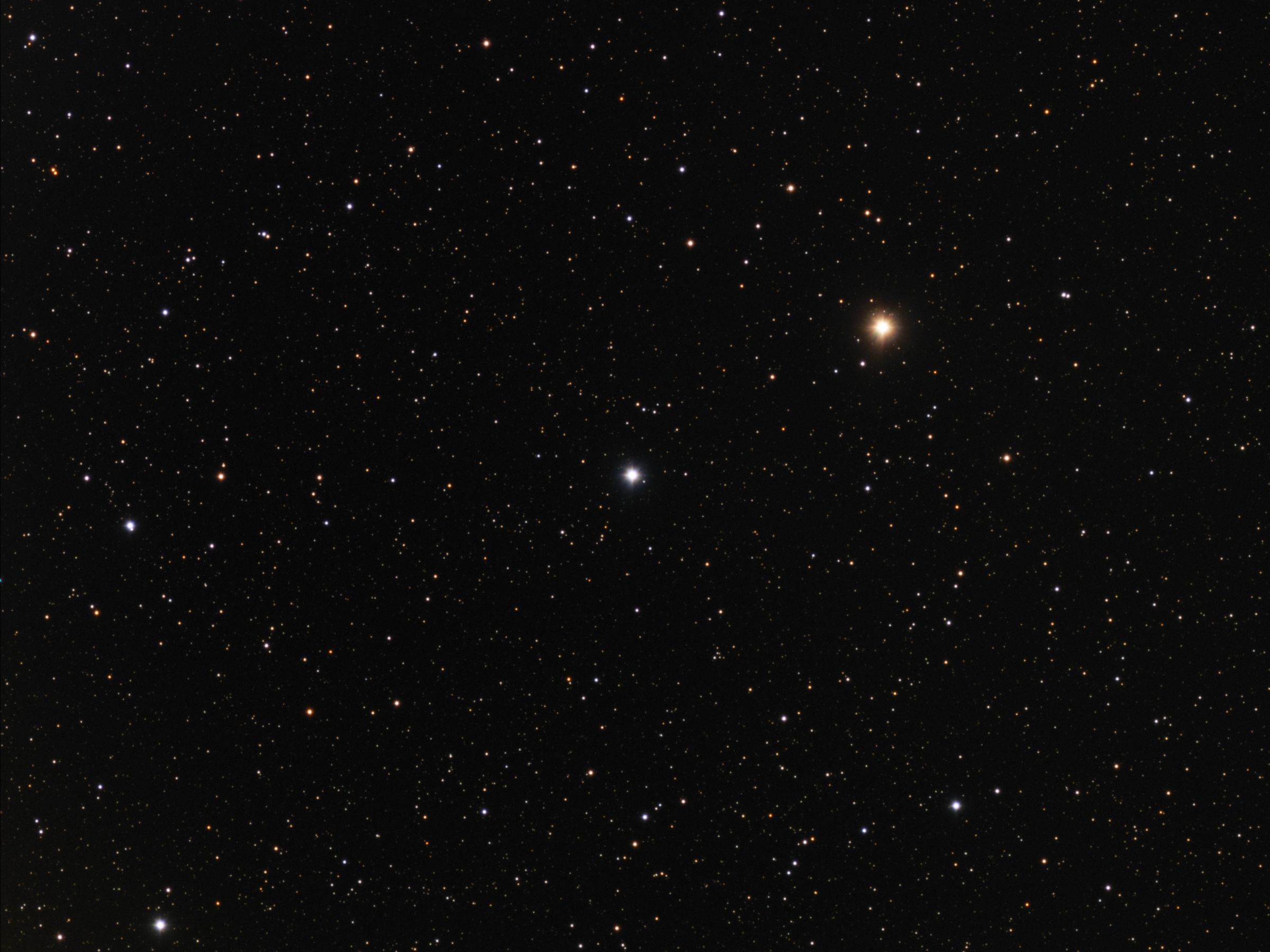
ستاره وی۳۷۳ ذات‌الکرسی

وی۳۷۳ ذات‌الکرسی یک ستاره است که در صورت فلکی ذات‌الکرسی قرار دارد.